# 王宪章 (1942年)
王宪章（1942年5月—2020年8月14日），河北人，中国企业人物，高级经济师。中国人寿保险（集团）公司原总经理。

## 生平
1961年至1965年，就读于大连辽宁财经学院（1985年改组为东北财经大学）对外贸易系。1965年至1969年留校担任助教。1969年至1984年，在中国人民保险公司大连分公司工作，历任科员、副科长、副总经理。1984年，升任辽宁省分公司总经理。1986年，调任中国人民保险总公司副总经理。1996年任副董事长。兼香港中国保险集团副董事长、总经理。
2000年1月下旬，王宪章被任命为中国人寿保险公司总经理兼党委书记，该消息由时任中共中央金融工作委员会副书记阎海旺在北京发布。2002年，王宪章启动中国人寿股份制改革。2003年率领中国人寿以35亿美元成功完成全球最大首次公开募股，12月17日及18日分别在美国纽约和香港上市，成为首家在海外上市的中国大陆寿险公司。2005年5月27日，因年龄原因不再担任中国人寿集团总经理职务。
2005年9月至2008年10月，任中国保险行业协会会长。2003年至2008年，担任第十届全国政协委员、社会和法制委员会委员。曾呼吁大力发展慈善事业，以及立法惩戒保险失信行为。
2008年至2012年，兼任中央财经大学保险学院院长（执行院长为郝演苏）。2013年后，曾任鹰力投资控股有限公司非执行独立董事、盈科保险集团有限公司执行董事、北京控股有限公司独立非执行董事、中能国际控股独立非执行董事。2020年6月，任广东顺威精密塑料股份有限公司第五届董事会董事长。
2020年8月14日19时37分在北京逝世。

## 荣誉
- 国务院政府特殊津贴（1998年）
- 美国《财富》杂志2002年度“中国商人”（2003年《财富》中文版第一期封面人物）[13]
- 2003年首届中国资本市场年度人物
- 2004蒙代尔世界经理人成就奖
- CCTV2004中国年度经济人物奖[14]
- 2005中国客户服务杰出领袖奖

## 出版物
- 王宪章等 (编). . 北京: 新华出版社. 1991. ISBN 7-5011-1215-0.
- 王宪章 (编). . 北京: 企业管理出版社. 2001. ISBN 7-80147-546-1.
- 王宪章 (编). . 北京: 当代中国出版社. 2002. ISBN 7-80170-191-7.
- 王宪章 (编). . 北京: 红旗出版社. 2002. ISBN 7-5051-0693-7.